# إسبوار فوكاش
إسبوار فوكاش هو نادي كرة سلة كونغولي من مدينة كينشاسا، تأسس النادي في عام 2019.